# Stokes Twins
Alan Chen Stokes et Alex Chen Stokes, nés le 23 novembre 1996 à Shenyang en Chine, connus sous le nom de Stokes Twins, sont des jumeaux américains et influenceurs connus pour leurs chaînes YouTube et TikTok. Ils commencent à faire des vidéos séparément puis, regroupent leurs comptes sur un compte partagé,.

## Controverses juridiques
En août 2020, les jumeaux Stokes sont accusés de séquestration par la violence, la menace, la fraude ou la tromperie et d'avoir faussement signalé une urgence en lien avec une vidéo YouTube qu'ils ont enregistrée en octobre 2019. La vidéo contient deux faux braquages de banque distincts, dans lesquels les frères se font passer pour des braqueurs, habillés en noir, portant des masques de ski et des sacs de sport, et tentent de s'enfuir en demandant à des personnes peu méfiantes de leur fournir des vêtements ou de l'aide pour le transport.
ans un cas, ils ont appelé un chauffeur Uber, ignorant tout de la blague, et après que celui-ci a refusé de les conduire, ils ont tenté de le contraindre. De nombreux passants ont appelé la police lors des deux tentatives de blague et des images du duo arrêté par des officiers ont été ajoutées à la vidéo. Le conducteur d'Uber a été mis en joue par les policiers jusqu'à ce qu'il soit établi que le conducteur n'était pas impliqué, et les frères ont été avertis mais pas arrêtés et ont continué à filmer la vidéo avec une deuxième blague quatre heures plus tard à l'Université de Californie à Irvine.
Leurs avocats affirment que les jumeaux ne sont pas coupables des accusations portées contre eux, car les agents qui ont répondu à la première farce auraient donné des suggestions pour le tournage de la vidéo, et un des frères aurait appelé la ligne non urgente du département de police d'Irvine à deux reprises pour les informer de la farce avant le tournage de la vidéo. Leurs avocats se sont également inquiétés du temps écoulé entre la vidéo et les accusations, soit dix mois, et du fait que les jumeaux n'ont été informés des accusations qu'après la publication d'un communiqué de presse du département de la justice.
Le 1er avril 2021, les jumeaux plaident coupable et sont condamnés à 160 heures de travaux d'intérêt général et à un an de mise à l'épreuve,.